# آرامگاه شیخ انصاری
بقعه شیخ انصاری یا پیربنکی مربوط به دوره قاجار است و در شهرستان کازرون، بخش کوهمره، دهستان کوهمره، ۸ کیلومتری غرب روستای عبدویی واقع شده و این اثر در تاریخ ۳۰ بهمن ۱۳۸۶ با شمارهٔ ثبت ۲۰۸۴۴ به‌عنوان یکی از آثار ملی ایران به ثبت رسیده است.